# Farida Shaheed
Farida Shaheed és una sociòloga, feminista i activista pels drets humans pakistanesa. En 2012 va ser designada com a Relatora Especial de les Nacions Unides en drets culturals. Dirigeix el centre de recursos per a la dona Shirkat Gah (Centre de Recursos per a la Dona) al Pakistan i és coneguda per la seva tasca en temes de gènere, tant a Pakistan com internacionalment.

## Trajectòria professional
Shaheed porta més de 25 anys d'experiència en les seves investigacions i activisme amb un enfocament de gènere en temes com desenvolupament rural, treball, cultura, religió i estat. S'ha centrat principalment en la promoció i protecció de drets culturals a través de polítiques i projectes per a comunitats marginals, incloent-hi dones, pobres, i minories religioses i ètniques. També és una experta en negociacions internacionals, regionals i locals, incloent negociacions entre les Nacions Unides i Pakistan.
És membre fundadora de la xarxa de drets de la dona a Pakistan, Women's Action Forum (WAF) i membre de l'organització feminista transnacional Women Living Under Muslim Laws (Dones que viuen sota les Lleis musulmanes) (WLUML). Ha estat durant molt de temps coordinadora de Shirkat Gah on ha desenvolupat un programa percanviar les lleis i les polítiques a favor de les dones. Actualment és subdirectora d'un projecte de recerca multinacional: l'empoderament de les dones en contextos musulmans: el gènere, la pobresa i la democratització des de dins, liderat per la Universitat de Hong Kong.

## Premis i reconeixements
El 12 de novembre de 2014, va rebre el Premio internacional CGLU – Ciudad de MÉXICO – Cultura 21, per posar de manifest la relació entre cultura, drets humans i desenvolupament sostenible, així com documentar els principals reptes que existeixen sobre els drets culturals, entre ells la llibertat d'expressió artística, els processos de memòria o els drets culturals de les dones. Shaheed ja havia rebut altres premis, incloent el premi del Primer Ministre de Pakistan per la seva obra en coautoria Two Steps Forward, One Step Back? (Dos Passos endavant, Un pas enrere?).

## Publicacions (selecció)
- 2010 Article 'Contested Identities: Gendered Politics, Gendered Religion in Pakistan' per a l'edició especial de Third World Quarterly.[4]
- 2004 Great Ancestors: Women Asserting Rights in Muslim Contexts, publicat per Shirkat Gah i reeditat per la Universitat d'Oxford.[8]
- 1998 Va editar amb Sohail Akbar Warraich, Cassandra Balchin i Aisha Gazdar, el llibre Shaping Women's Lives: Laws, Practices and Strategies in Pakistan. Publicat per Shirkat Gah.
- 1987 Women of Pakistan: Two Steps Forward, One Step Back? amb Khawar Mumtaz, on va fer la crònica dels moviments de dones musulmanes al sud d'Àsia des de principis del segle XX fins a mitjan dècada de 1980.[9]